# Нейрогормони
Нейрогормони (нейросекретини) — фізіологічно активні речовини, що виробляються особливими нейронами - нейросекреторними клітинами. Як і медіатори, нейрогормони секретуються нервовими закінченнями, але, на відміну від перших, виділяються в кров або тканинну рідину, що властиво гормонам. Нейрогормони виявлені як у хребетних (вазопресин, окситоцин), так і в багатьох безхребетних - молюсків, черв'яків, членистоногих. За хімічною природою більшість нейрогормонів - пептиди, інші - катехоламіни. Біосинтез пептидних нейрогормонів відбувається в ендоплазматичній сітці тіла нейрона, а упаковка їх у гранули - в комплексі Гольджі, звідки вони по аксону транспортуються до нервових закінчень. У головному мозку ссавців джерелом нейрогормонів є нейросекреторні клітини гіпоталамуса. Нейрогормони регулюють діяльність клітин деяких ендокринних залоз, а також впливають на клітини інших органів. Ці біологічно активні з’єднання поступають в гемолімфу, кров, спинномозкову і тканинну рідину з нервових тканин різних органів.
Функції нейрогормонів :
- регуляція роботи нервової системи;
- надання дистантного регулюючої дії тривалого характеру;
- підтримка гомеостазу;
- забезпечення захисних реакцій організму;
- регуляція тонусу мускулатури, у тому числі гладкою;
- участь в нормалізації метаболізму;
- забезпечення діяльності ендокринних залоз;
- регуляція роботи внутрішніх органів.

У людини нейрогормони виробляються нервовими тканинами, а саме нейросекреторними клітинами такого відділу мозку, як гіпоталамус, спинним мозком, хромафінною тканиною надниркових залоз (мозковою речовиною). Серед нейрогормонів гіпоталамуса можна виділити вазопресин, окситоцин і їх аналоги, норадреналін, дофамін, серотонін, рилізинг-гормони.